# Verébsármány
A verébsármány (Passerella arborea) a madarak osztályának verébalakúak (Passeriformes) rendjébe és a Passerellidae családjába tartozó faj.

## Előfordulása
Alaszkában és Kanadában költ, telelni délre Texasik vonul. Nyílt cserjések lakója.
|  |

## Életmódja
Nyáron elsősorban rovarokkal, télen magvakkal táplálkozik.

## Szaporodása
Talajra rakja csésze alakú fészkét.